# Calbraith Perry Rodgers
Pour les articles homonymes, voir Rodgers.
Calbraith Perry Rodgers, né le 12 janvier 1879 à Pittsburgh en Pennsylvanie et mort le 3 avril 1912 au Long Beach en Californie aux États-Unis, est un aviateur américain.
Il réalisa le premier vol transcontinental à travers les États-Unis du 17 septembre au 5 novembre 1911, à bord du Vin Fiz, un biplan construit par les frères Wright et nommé d'après une marque de boissons. Le voyage fut ponctué d'une douzaine d'arrêts, intentionnels ou accidentels. Cette première fit de lui une célébrité, mais il se tua quelques mois plus tard dans le crash de son avion alors qu'il effectuait un vol d'exhibition en Californie.

## Biographie
Calbraith Perry Rodgers est né le 12 janvier 1879 à Pittsburgh en Pennsylvanie. Son père, Calbraith Perry Rodgers, est capitaine de l'armée. Parmi ses ancêtres, Calbraith avait John Rodgers, qui était son grand-père paternel, Oliver Hazard Perry, son arrière grand-père maternel, et Matthew Calbraith Perry, son arrière grand-oncle. Il était également le cousin de John Rodgers, un pionnier de l'aviation naval connu pour avoir établi le record du plus grand vol sans escale par hydravion de 3 206 km pour tenter de voler de San Francisco à Honolulu en 1925.
En 1885, Rodgers a contracté une scarlatine qui la laissé sourd dans une oreille et malentendant dans l'autre ce qui l'a empêché de suivre la tradition de sa famille.

### Source
- (en) Cet article est partiellement ou en totalité issu de l’article de Wikipédia en anglais intitulé « Calbraith Perry Rodgers » (voir la liste des auteurs).